# Dostojka adype
Dostojka adype, perłowiec adype (Argynnis adippe) – gatunek motyla dziennego z rodziny rusałkowatych (Nymphalidae).

## Wygląd
Rozpiętość skrzydeł od 50 do 54 mm, niewielki dymorfizm płciowy (pomarańczowe tło skrzydeł jest u samców nieco bardziej jaskrawe).

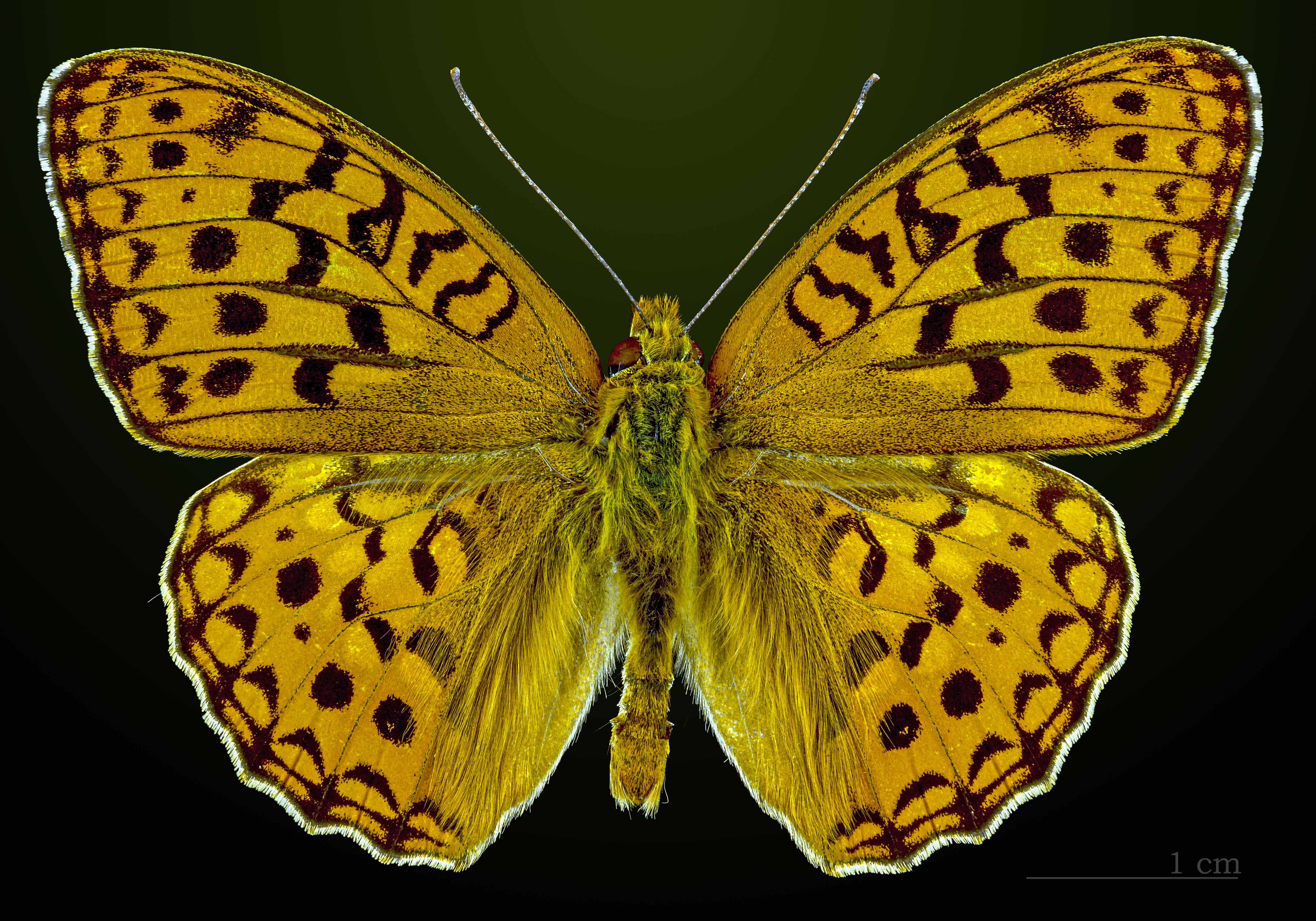
Dostojka adype
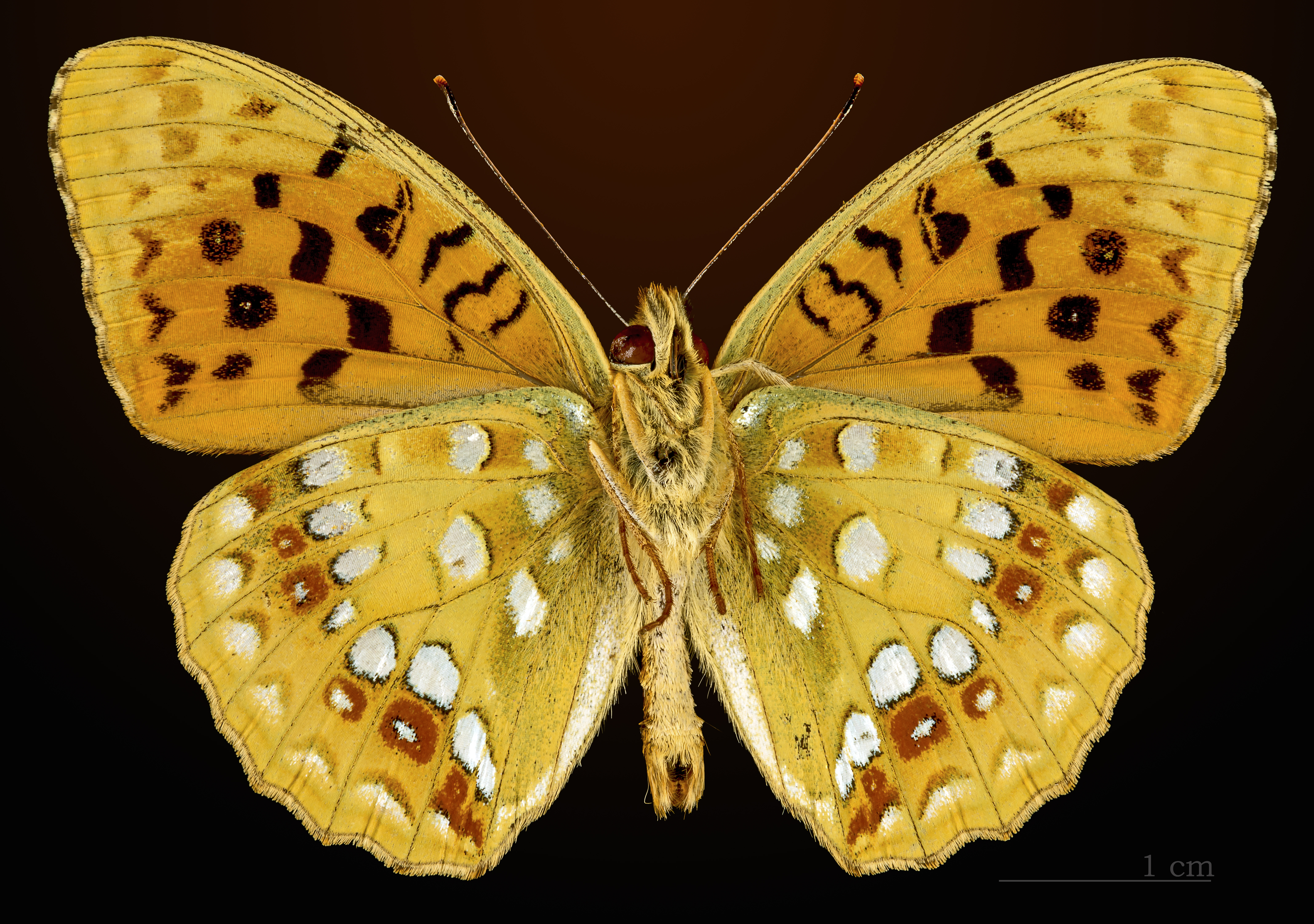
△ Dostojka adype

## Siedlisko
Nasłonecznione polany, zagajniki, zręby, nasypy kolejowe, kamieniołomy.

## Biologia i rozwój
Lata szybko, odwiedza kwiaty różnych gatunków; nocuje w koronach drzew. Jaja składane są pojedynczo, najczęściej przy ziemi w pobliżu roślin żywicielskich. Larwy zimują w osłonkach, wylęg następuje wiosną. Gąsienica oprócz żerowania musi wygrzewać się na słońcu - w przeciwnym razie ginie. Ubarwienie gąsienic jest zmienne, od beżowobrunatnego po pomarańczowawe i różowawe. Przepoczwarczenie następuje przy ziemi pod liśćmi. Imago wylęga się po 2-3 tygodniach.

## Okres lotu
Od końca czerwca do sierpnia.

## Rośliny pokarmowe gąsienic
Fiołek psi, fiołek wonny, fiołek kosmaty i fiołek Rivina.

## Rozmieszczenie geograficzne
Gatunek palearktyczny, w Polsce występuje na terenie całego kraju, ale nie jest pospolity. W niektórych europejskich krajach jest bardzo rzadki z uwagi na duże wymagania środowiskowe.